# TSOP (The Sound Of Philadelphia)
TSOP (The Sound Of Philadelphia) is een single van MFSB. Het is afkomstig van hun album Love is the message. Het nummer is grotendeels instrumentaal, alleen aan het begin en aan het slot zijn de zangstemmen te horen van The Three Degrees. TSOP is geschreven in de stijl van de Philadelphia soul en dat was ook de stijl waarin The Three Degrees zongen. Het nummer is net als de hits van de drie dames geschreven door Kenneth Gamble en Leon Huff. De compositie is geschreven als tune voor het programma Soul Train, dat gespecialiseerd was in muziek van en voor Afro-Amerikanen en in 1971 haar eerste uitzending had.

## In populaire cultuur
Het nummer is onder meer gecoverd door de volgende artiesten:
- George Duke, herbewerking voor Soul Train.
- Dexys Midnight Runners in hun beginjaren.
- Inner Circle, reggaeversie), (herbewerking voor Soul Train)
- Sampson maakte in 1999 een nieuwe versie die de Soul Train zou blijven openen totdat het programma in maart 2006 verdween.
- Verder werd het stuk muziek wordt als herkenningstune gebruikt tijdens de thuiswedstrijden van Philadelphia Phillies.

## Hitnotering
TSOP werd een grote hit in de Verenigde Staten met twee weken een nummer 1-positie in de Billboard Hot 100.

### Nederlandse Top 40
| Hitnotering: week 11 t/m 18 | Hitnotering: week 11 t/m 18 | Hitnotering: week 11 t/m 18 | Hitnotering: week 11 t/m 18 | Hitnotering: week 11 t/m 18 | Hitnotering: week 11 t/m 18 | Hitnotering: week 11 t/m 18 | Hitnotering: week 11 t/m 18 | Hitnotering: week 11 t/m 18 | Hitnotering: week 11 t/m 18 |
| Week:                       | 1                           | 2                           | 3                           | 4                           | 5                           | 6                           | 7                           | 8                           |                             |
| --------------------------- | --------------------------- | --------------------------- | --------------------------- | --------------------------- | --------------------------- | --------------------------- | --------------------------- | --------------------------- | --------------------------- |
| Positie:                    | 30                          | 23                          | 21                          | 20                          | 31                          | 31                          | 40                          | 40                          | uit                         |

### NederlandseDaverende 30
| Hitnotering: 23-3-1974 t/m 12-4-1974 | Hitnotering: 23-3-1974 t/m 12-4-1974 | Hitnotering: 23-3-1974 t/m 12-4-1974 | Hitnotering: 23-3-1974 t/m 12-4-1974 | Hitnotering: 23-3-1974 t/m 12-4-1974 |
| Week:                                | 1                                    | 2                                    | 3                                    |                                      |
| ------------------------------------ | ------------------------------------ | ------------------------------------ | ------------------------------------ | ------------------------------------ |
| Positie:                             | 20                                   | 18                                   | 28                                   | uit                                  |

### Britse Single Top 50
| Hitnotering: 27-4-1974 t/m 28-6-1974 | Hitnotering: 27-4-1974 t/m 28-6-1974 | Hitnotering: 27-4-1974 t/m 28-6-1974 | Hitnotering: 27-4-1974 t/m 28-6-1974 | Hitnotering: 27-4-1974 t/m 28-6-1974 | Hitnotering: 27-4-1974 t/m 28-6-1974 | Hitnotering: 27-4-1974 t/m 28-6-1974 | Hitnotering: 27-4-1974 t/m 28-6-1974 | Hitnotering: 27-4-1974 t/m 28-6-1974 | Hitnotering: 27-4-1974 t/m 28-6-1974 | Hitnotering: 27-4-1974 t/m 28-6-1974 |
| Week:                                | 1                                    | 2                                    | 3                                    | 4                                    | 5                                    | 6                                    | 7                                    | 8                                    | 9                                    |                                      |
| ------------------------------------ | ------------------------------------ | ------------------------------------ | ------------------------------------ | ------------------------------------ | ------------------------------------ | ------------------------------------ | ------------------------------------ | ------------------------------------ | ------------------------------------ | ------------------------------------ |
| Positie:                             | 47                                   | 29                                   | 25                                   | 25                                   | 22                                   | 33                                   | 30                                   | 42                                   | 46                                   | uit                                  |

### NPO Radio 2 Top 2000
| Nummer met noteringen in de NPO Radio 2 Top 2000 | '00  | '01  |
| ------------------------------------------------ | ---- | ---- |
| TSOP                                             | 1909 | 1855 |

1. ↑  Een vetgedrukt getal geeft de hoogste notering aan.
2. ↑  2000 was het eerste jaar met een notering voor dit nummer.
3. ↑  Deze tabel is bijgewerkt tot en met de laatste editie (2024).